# 王一宏
王一宏（1961年6月—），四川绵竹人，汉族，1983年12月加入中国共产党，1978年12月参加工作，西南交通大学区域经济专业毕业，研究生学历，经济学硕士。第十二届全国人民代表大会四川地区代表。中华人民共和国政治人物。

## 生平
历任四川省攀枝花市财政局科员、预算科副科长、预算科科长、副局长，四川省川财证券公司总经理，四川省财政厅文教行政处副处长、处长、预算处处长、助理巡视员兼预算处处长、副厅长、厅长。2018年1月，当选为四川省人民政府副省长。2020年1月，因工作需要，辞去四川省人民政府副省长职务。2020年3月，任中共四川省委常委。同年6月，兼任省委秘书长。2021年2月，当选为四川省人大常委会副主任。同年9月，不再担任四川省委常委。2023年1月，换届卸任四川省人大常委会副主任。
2013年，担任全国人大代表。2018年2月24日，当选为第十三届全国人大代表。